# Uta Schmidt (Moderatorin)
Uta Rosa Schmidt (* in Frankenberg, Nordhessen) ist eine deutsche Radiomoderatorin und Sportjournalistin.

## Tätigkeit
Schmidt arbeitet seit 1990 beim hessischen Privatsender Hit Radio FFH. Dort moderiert sie unter anderem die Nachrichtensendung Der Tag in 60 Minuten gemeinsam mit Silvia Stenger sowie die interaktive Sonntagsshow Du bist im Radio. Zuvor war sie Sportreporterin, stellvertretende Sportchefin und Stadionsprecherin bei Eintracht Frankfurt. Neben ihrer Radiotätigkeit ist Schmidt Trainerin an der FFH-Academy und gibt Moderations- und Sprecherseminare.
Schmidt lebt in Hessen.